# Grande Coupure
Con il termine Grande Coupure si intende un evento faunistico che ha interessato l'Europa nella transizione tra l'Eocene superiore e l'Oligocene inferiore, circa 36 milioni di anni fa.
L'evento sembrerebbe aver interessato solo i vertebrati terrestri, ed è probabile che non esistano relazioni con la notevole regressione marina dell'Oligocene, iniziata sei milioni di anni più tardi.

## Estinzioni
Il nome “Grande Coupure” venne coniato all'inizio del '900 dal paleontologo svizzero Hans Georg Stehlin, che riconobbe alcune peculiarità nelle faune a mammiferi europee del periodo. Ad esempio, vi furono ben quattro specie del perissodattilo primitivo Palaeotherium che si estinsero alla fine dell'Eocene, e una sola sopravvisse nell'Oligocene. Nello stesso intervallo temporale scomparvero anche numerose specie di artiodattili, come Anoplotherium e Xiphodon, numerosi primati adapidi e i leptictidi.
- Le faune "pre-Grande Coupure" sono dominate da perissodattili Palaeotheriidae, sei famiglie di artiodattili (Anoplotheriidae, Xiphodontidae, Choeropotamidae, Cebochoeridae, Dichobunidae e Amphimerycidae), la famiglia di roditori Pseudosciuridae, le famiglie di primati Omomyidae e Adapidae, e la famiglia di Archonta nota come Nyctitheriidae.
- Le faune "post-Grande Coupure" includono i perissodattili Rhinocerotidae, tre famiglie di artiodattili (Entelodontidae, Anthracotheriidae e Gelocidae, imparentate rispettivamente con i suidi, gli ippopotami e i ruminanti), le famiglie di roditori Eomyidae, Cricetidae e Castoridae, e la famiglia di eulipotifli Erinaceidae (i ricci).
- Solo la famiglia di marsupiali Herpetotheriidae, la famiglia di artiodattili Cainotheriidae e le famiglie di roditori Theridomyidae e Gliridae (i ghiri) attraversarono la Grande Coupure pressoché indenni.

## Migrazioni
Oltre alle estinzioni, l'evento vide numerose migrazioni di mammiferi: dall'Asia immigrarono numerose forme di rinoceronti, gli entelodontidi (simili a maiali giganteschi), gli antracoteriidi (parenti degli ippopotami) e i ruminanti primitivi Gelocus e Lophiomeryx. In Europa giunsero anche i nimravidi (simili ai felidi), i mustelidi, gli erinaceidi, i soricidi, numerosi lagomorfi e roditori (castoridi e sciuridi).

## Possibili cause
È possibile che questa rivoluzione faunistica fosse dovuta al ritiro del mare di Turgai, un braccio di mare epicontinentale che si protendeva all'inizio dell'era Cenozoica a est degli Urali, dalla valle dell'Ob' verso sud, fino alla Tetide; in questo modo l'Asia centro-orientale era isolata dall'Europa.
Al fine di spiegare come alcuni reperti fossili nei Balcani siano di epoche precedenti a quelle della migrazione dall'Asia all'Europa, si è proposta l'ipotesi dell'esistenza di un micro-continente tra Europa e Asia, la Balkanatolia.
Un analogo evento, però, sembrerebbe essere avvenuto anche in America del Nord, con tanto di estinzioni e migrazioni dall'Asia.